# Henryk Weiser
Henryk Weiser (ur. 30 maja 1859 w Rzeszowie, zm. 25 sierpnia 1926 w Nancy, we Francji) – przedsiębiorca, polityk demokratyczny, poseł na Sejm Krajowy i do austriackiej Rady Państwa.

## Życiorys
Ukończył szkołę realną we Lwowie, a następnie politechnikę w Berlinie (1882). W latach 1882–1884 studiował na wydziale prawa uniw. w Wiedniu. Jako jednoroczny ochotnik odbył służbę w 2 c. k. pułku ułanów, gdzie następnie był oficerem rezerwy. Handlowiec a od 1894 roku właściciel dóbr i Fabryki Papieru Cygaretowego (przedtem Zygmunt Weiser, Towarzystwo Akcyjne) w Sasowie, w pow. złoczowskim. Członek Izby Handlowej i Przemysłowej w Brodach (1892-1897, 1904-1914).  Rzeczoznawca ds. budownictwa Sądu Obwodowego w Złoczowie (1903-1912).
Politycznie związany z demokratami, członek Rady Powiatowej w Złoczowie (1897-1910) Poseł do austriackiej Rady Państwa IX kadencji (27 marca 1897 – 8 czerwca 1900) z kurii V – powszechnej, z okręgu 12 (Tarnopol-Zbaraż-Złoczów-Przemyślany-Brzeżany) oraz X kadencji (31 stycznia 1901 – 30 stycznia 1907) z kurii IV – gmin wiejskich, z okręgu 20 (Złoczów–Przemyślany). Członek Koła Polskiego w Wiedniu (Polenklub), należał do grupy posłów demokratycznych. Potem był posłem na Sejm Krajowy IX kadencji (1910-1913) z kurii IV z okręgu 71 Złoczów.

## Rodzina i życie prywatne
Urodził się w ortodoksyjnej rodzinie żydowskiej, w 1884 dokonał konwersji na katolicyzm. Syn Zygmunta, przedsiębiorcy, właściciela papierni. Ożenił się w 1889 z Luizą z domu Weill, mieli córkę, która zmarła w dzieciństwie.